# Palazzina Rocco
La Palazzina Rocco è un palazzo monumentale di Napoli ubicato in via del Parco Margherita, nel quartiere Chiaia; esso rappresenta uno dei tanti esempi di liberty napoletano.
La palazzina fu edificata nel 1909 dall'ingegnere Emmanuele Rocco, autore della Galleria Umberto I. 
La costruzione fu ideata seguendo un disegno originale, che si differenzia dalle altre architetture liberty della città: infatti gli altri fabbricati sono generalmente parallelepipedi con una notevole abbondanza di decorazioni, mentre il fabbricato in questione è composto da un impianto planimetrico irregolare nel prospetto principale, che crea un gioco di pieni e di vuoti che movimenta la facciata.
Il palazzo è caratterizzato da un modesto uso di decorazioni, che si accentuano nei bassorilievi del primo piano.